# Ошан Бейлі
Ошан Андре Бейлі (англ. Oshane Andre Bailey; нар. 8 вересня 1989) — ямайський легкоатлет, який спеціалізується в бігу на короткі дистанції.

## Спортивні досягнення
Чемпіон світу з естафетного бігу 4×100 метрів (2013, виступав у попередньому забігу).
Бронзовий призер з естафетного бігу 4×200 метрів на Світових естафетах (2017).
Срібний призер з естафетного бігу 4×100 метрів на чемпіонаті світу серед юніорів (2008).
Чемпіон Північної і Центральної Америки та країн Карибського басейну з естафетного бігу 4×100 метрів (2015). Фіналіст (7-е місце) з бігу на 100 метрів на чемпіонаті Північної і Центральної Америки та країн Карибського басейну (2022).
Фіналіст (5-е місце) з естафетного бігу 4×100 метрів на Панамериканських іграх (2019).
Бронзовий призер Ігор Співдружності з естафетного бігу 4×100 метрів (2018).
Чемпіон Ямайки з бігу на 100 метрів (2010).